# Miguel Mas
Miguel Mas (San Juan, 3 de novembro de 1967) é um ator argentino, escritor e diretor, conhecido por seus papéis na televisão, como uma estrela, convidado para o longa-metragem de drama médico ER. Ele também teve papéis importantes em Days of Our Lives e no spin-off de General Hospital.

## Biografia
Mas nasceu na Argentina e cresceu em uma família de espanhóis. Em 1991, mudou-se para Porto Rico onde ele descobriu o mundo de marketing e começou a trabalhar na televisão. Como ator, ele apareceu em várias séries televisivas. Mas também serviu como anfitrião para um programa de televisão musical. Em 1993 ele com um grupo de teatro, (nomeado Lunetika),  trabalhou juntamente com vários outros atores. Miguel atuou na tropa de teatro e auxiliou a dirigir muitos dos seus atos.
Em 1994, Mas foi para a Espanha, onde ele introduziu o método de qualidade Stanislavski e depois disso ele começou como escritor. Em 1998 ele chegou em Nova Iorque, desempenhando sua ocupação no Repertório Espanhol de Teatro. Até o final de 1998 ele morava em Los Angeles, Califórnia, onde ele se registrou no Lee Strasberg Theatre Institute para aprimorar suas habilidades de atuação. Mas continuou trabalhando como ator, mas nunca esqueceu-se da sua paixão por dirigir. Ele também trabalhou como ator com Steven Spielberg, Takeshi Kitano, Tom Cruise, Alfonso Arau, e Laura Harring, entre outros.
Em 2002 Mas escreveu Círculos; uma história em que ele também dirigiu. Em 2003 Mas escreveu e começou a produção no filme 2+2=5=1. Quando o filme 2+2=5=1 foi concluído em 2004, ele o estreou no Festival Iberoamericano em Montreal e Nosotros American Latino Film Festival.
Em 2005 o sucesso de 2+2=5=1 persistiu. Miguel foi para o Novo México para apresentar o seu filme na Sin Fronteras Film Festival. Recentemente, Mas escreveu o episódio piloto da série de televisão, Hollywood & Highland. No final de 2005, sua ocupação em Mas & More Entertainment foi co-produzida com o grupo de Strasberg e David Lee Strasberg, a peça intitulada, "The King of the Lighthouse", escrita e dirigida por Juan Carlos Malpeli.
Em 2006 Mas completou a promo trailer de Hollywood & Highland, e um videoclipe para a música "AMOR, mi luz mi estrella", uma música original criada para o seu novo curta-metragem Absorbido, que foi exibido em três festivais de cinema. Ele também representou Jesus em "Jesus Cristo o musical"; em vídeo com a performance, Miguel Mas parece ser atropelado por um ônibus. Porém, a cena do atropelamento não passa de uma brincadeira.
Miguel Mas se focalizou em concluir o seu projeto conhecido como Círculos. Mas está atualmente estudando no Lee Strasberg Theater e Film Institute em Los Angeles.